# Dolné Semerovce
Dolné Semerovce (Hongaars: Alsószemeréd) is een Slowaakse gemeente in de regio Nitra, en maakt deel uit van het district Levice.
Dolné Semerovce telt 541 inwoners.